# Слобідка (Старосілецька сільська громада)
Слобі́дка — село в Україні, у Житомирському районі Житомирської області. Входить до складу Старосілецької сільської громади. Населення становить 641 осіб.

## Географія
Селом протікає річка Мика, права притока Бистріївки.

## Історія
Мешканці цього села розмовляють певним діалектом української мови з дуже своєрідною фонетикою, не характерною для сусідніх сіл.
Село Слобідка засноване поміщиками Якубовськими на старосілецьких землях як Слобода Старосілецька. За ствердженням класика Лаврентія Похилевича, Слобода заселена вихідцями сіл Старосілець та Минійок. У 1790 році до Слобідки перевезли Старосілецьку дерев'яну церкву, адже до цього часу в селі була лише каплиця. Церкву освятили в ім'я Святого Миколая. У 1798-ім в Слобідці налічувалося 223 особи чоловічої статі та 276 — жіночої. Зважаючи на значну кількість жителів, слобідська церква отримала самостійну парафію. Церква мала типову для того часу трибанну споруду, зведену з дубової деревини без жодного цвяха. Єдиний неприкрашений хрест був встановлений на середній бані. Ймовірно, церковного начиння відчутно не вистачало. Адже у 1802 році, після закриття Минійківської Предтеченської церкви, як непридатної для проведення служб через старість, церковні речі та начиння у вересні перенесли в слобідську Свято-Миколаївську церкву. Всі розпорядження, що стосувалися доброустрою слобідської церкви були від поміщика Миколая Зелюнки та його дружини Францишки, власників Слобідки та Старосілець.
Подальша історія села склалася так, як ні в якому іншому сусідньому селі. Останнім поміщиком Слобідки був Онуфрій Галецький, повітовий ватажок дворянства. У 1830 році брав участь у польському заколоті, агітував селян до бунту проти російського царя. Селяни самаритяни його вбили, а влада конфіскувала майно в казну, адже бунтар своїм вчинком висловив неприязнь до влади, яка затвердила та підтримала його. З того часу Слобідка — казенне село. Як місцевий орган самоврядування, було утворене Слобідське сільське товариство — одиниця господарського самоуправління селян Російської імперії. Такі товариства були офіційними, регулювалися законами та об'єднували селян, які проживали в одному або кількох селах. Управлялося товариство сільськими сходами, на яких обирали старосту, а для вирішення дрібних судових справ між селянами створювали спрощений суд — сільську розправу, котру очолював староста. Членами розправи також були два добросовісні засідателі, яких теж обирали. Діловодство в розправі вів сільський писар. Слобідське товариство було колективним власником людської надільної землі, що надавалася окремим селянам в тимчасове користування. Товариство мало право періодично перерозподіляти ці землі між своїми членами відповідно до чисельності у сім'ї, а ліс, сінокоси, дороги залишалися в нероздільній власності товариства.
Після скасування кріпосного права до товариства увійшло багато сіл. У 1862 році Слобідське сільське товариство охоплювало величезну територію. В його кордони входили такі села: Кам'яний Брід, Сліпчиці, Головин, Осники, Щеніїв, Гуменники, Старосільці, Корчовка, Свида, Гонополь, Жадьки, Браженка, Федорівка, Бєльцев, Березівка, Кичкирі, Глиниця, Ставки, Забілоччя, Евандорф, Миніни та земля міста Радомисля. Межі товариства щороку перевіряв сільський староста та добросовісні засідателі сільської розправи.
В середині XIX ст. до села завітав лікар державних маєтностей Київської губернії — Домінік П'єр Де ля Фліз. У 1812 році — лікар французької армії, під містом Смоленськом він потрапив у полон російської армії. З Росії переїхав до України, а згодом завдяки родинним зв'язкам дружини та власній освіті, отримав вже згадану посаду. За програмою Російського географічного товариства у 1845 р. розпочав дослідження «медичної географії». Його роботи багаті на власні малюнки представників флори та фауни Київщини. Завдячуючи своїй допитливості, зібрав багатющий матеріал, на основі якого склав комплексну характеристику життя українського населення. У власних малюнках зобразив облаштування поліської хати, одяг окремих товариств та села, серед яких також є малюнок села Слобідки.
Ось який опис цього села залишив Домінік П'єр Де ля Фліз: «У селі Слобідці проживає 263 особи чоловічої статі та 262 особи жіночої статі. Поселення лежить за 125 верст від м. Києва на захід, розташоване на рівнині. В усьому товаристві налічується 1637 десятин 50 сажнів зручної для обробітку землі та 93 десятини 76 сажнів — незручної. Є дві річки: Лучищавка та Бестровка, через які прокладено мости. На Бестровці стоять винокурня та старий млин. Озер не має, а ось маленьких боліт — близько сотні, які не мають назв. Також є ліс на східному боці поселення площею 236 десятин 16 сажнів, складається з таких порід дерев: берези, вільхи, дуба, осики, верби, диких груш, лози. В лісі також є борті, які належать казні. Ґрунти — чорноземні, глинисті, болотисті та малородючі піщані. В лісі земля глиниста, а місцями болотиста. Підґрунтова земля — глиниста.
На городах селяни переважно садять картоплю, капусту, сіють буряки, мак, моркву, квасолю, пастернак, часник, цибулю, частково кукурудзу та гарбузи. Насадження фруктових дерев складають яблуні, груші, сливи та вишні.
Домашніх тварин у жителів налічується: корів — 99 голів, волів — 171, овець — 102, коней — 10, свиней — 79. Також вирощують птицю — гусей, качок та курей. А серед диких тварин часто зустрічаються лисиці та вовки». Що стосується житла, то дослідник нарахував 74 старенькі хати, з них найстарішими були 22 оселі. Половина хат — просторі, чисті та акуратні, а інші менш охайні. Діяв господарчий двір з економічними приміщеннями. Всі селяни носили чоботи. В останньому пункті під заголовком «Якість вод та питва» Домінік відзначив, що вода хороша, а горілки селяни вживають багато, тому є чимало п'яниць.
Можливо згадку про любителів оковитої хтось вважатиме й зайвою, але історію потрібно сприймати такою, як вона була насправді, а не прикрашеною чи фрагментарно замовченою. Кожне слово в цьому описі є цінним, адже серед сіл Коростишівського району Домінік П'єр Де ля Фліз змалював та описав лише Слобідку.
Колищній орган місцевого самоуправління — Слобідська сільська рада.

## Галерея

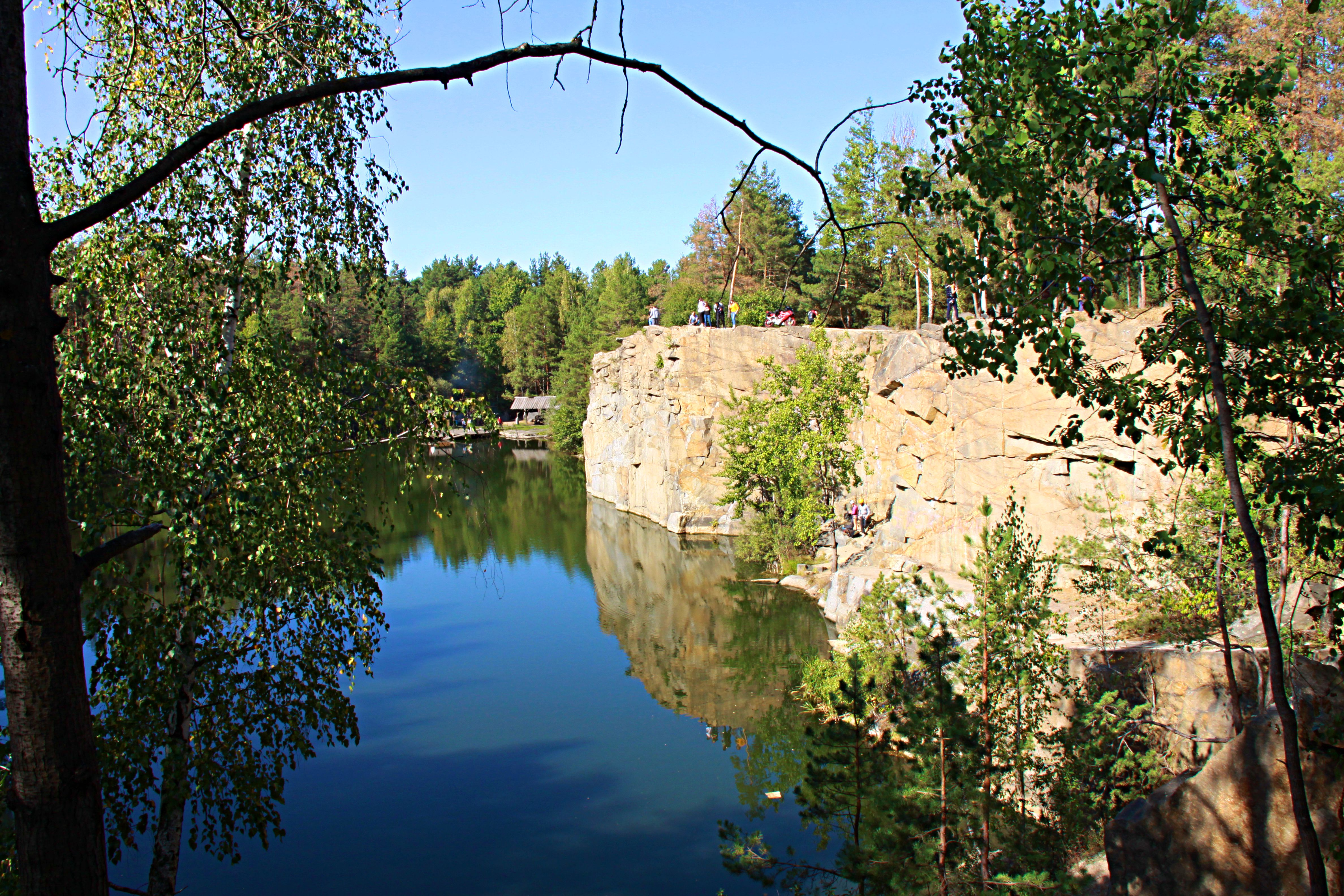
Гранітний кар'єр на південно-східній околиці села, місце, де було взято камінь для будівництва мавзолею В.І. Леніна
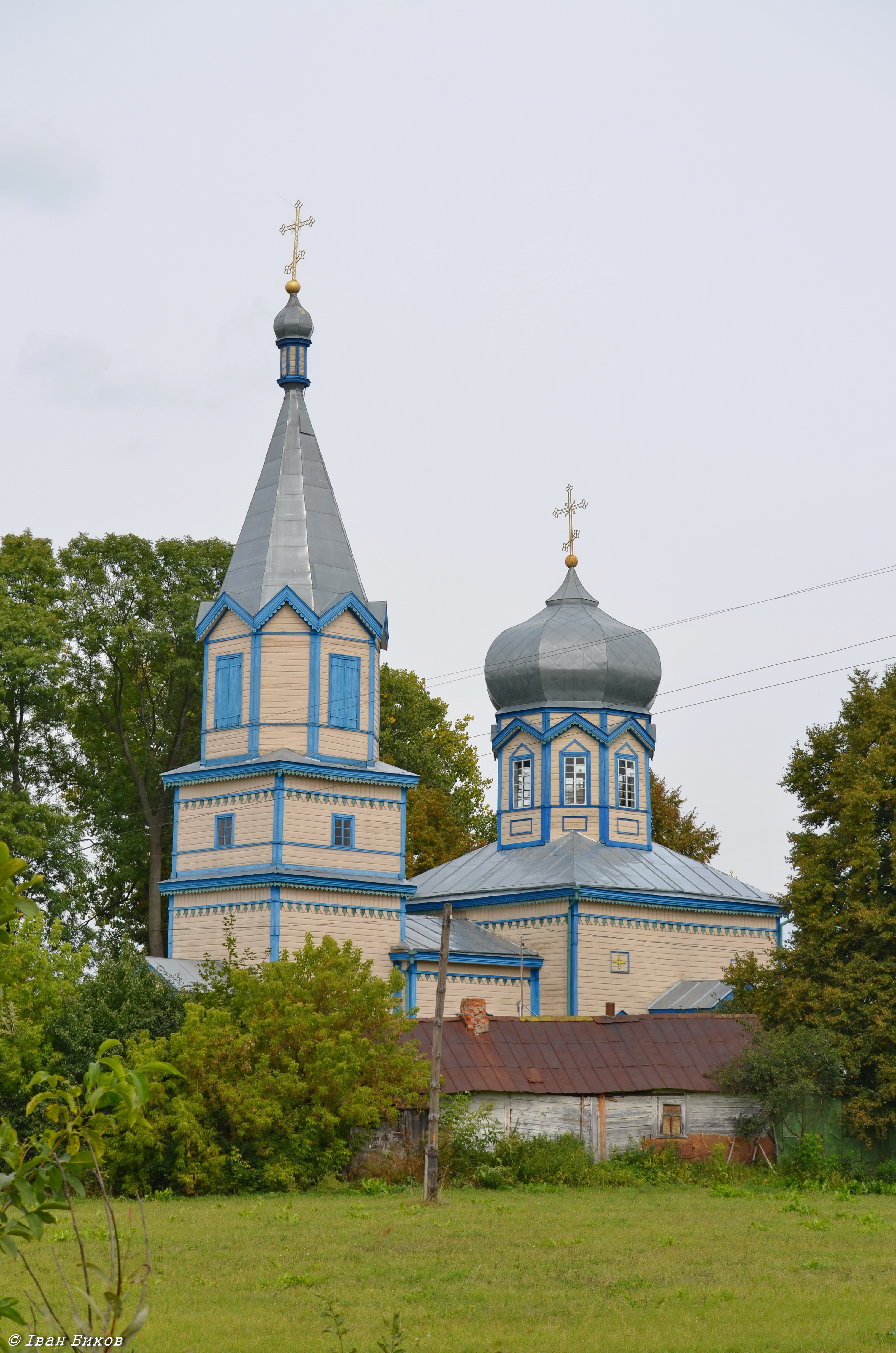
Миколаївська церква